# ATP German Open 1999
Il German Open 1999 è stato un torneo di tennis giocato sulla terra rossa. È stata la 93ª edizione dell'Hamburg Masters, che fa parte della categoria ATP Super 9 nell'ambito dell'ATP Tour 1999. Si è giocato al Rothenbaum Tennis Center di Amburgo in Germania, dal 3 al 10 maggio 1999.

## Campioni

### Singolare
Marcelo Ríos ha battuto in finale  Mariano Zabaleta 6(5)–7, 7–5, 5–7, 7–6(5), 6–2.

### Doppio
Wayne Arthurs /  Andrew Kratzmann hanno battuto in finale  Paul Haarhuis /  Jared Palmer 4–6, 7–6(5), 6–4.